# Slobodan Urošević
Slobodan Urošević (in serbo Слободан Урошевић?; Belgrado, 15 aprile 1994) è un calciatore serbo, difensore dell'Arīs Limassol.

## Caratteristiche tecniche
È un terzino sinistro.

## Carriera

### Club
Cresciuto nelle giovanili dello Rad Belgrado, ha esordito il 2 maggio 2013 in occasione del match perso 1-0 contro il Vojvodina.

### Nazionale
Ha esordito con la Nazionale di calcio della Serbia il 29 settembre 2016 in un'amichevole persa 3-0 contro il Qatar.

## Statistiche

### Presenze e reti nei club
Statistiche aggiornate al 6 gennaio 2017.
| Stagione                 | Squadra                  | Campionato               | Campionato | Campionato | Coppe nazionali | Coppe nazionali | Coppe nazionali | Coppe continentali | Coppe continentali | Coppe continentali | Altre coppe | Altre coppe | Altre coppe | Totale | Totale | Totale |
| Stagione                 | Squadra                  | Comp                     | Pres       | Reti       | Comp            | Pres            | Reti            | Comp               | Pres               | Reti               | Comp        | Pres        | Reti        | Pres   | Reti   |        |
| ------------------------ | ------------------------ | ------------------------ | ---------- | ---------- | --------------- | --------------- | --------------- | ------------------ | ------------------ | ------------------ | ----------- | ----------- | ----------- | ------ | ------ | ------ |
| 2012-gen. 2013           | BASK Belgrado            | 3L                       | 13         | 0          | CS              | 0               | 0               |                    | -                  | -                  |             | -           | -           | 13     | 0      |        |
| gen.-giu. 2013           | Rad Belgrado             | SL                       | 2          | 0          | CS              | 0               | 0               |                    | -                  | -                  |             | -           | -           | 2      | 0      |        |
| 2013-2014                | Rad Belgrado             | SL                       | 17+1       | 0          | CS              | 0               | 0               |                    | -                  | -                  |             | -           | -           | 18     | 0      |        |
| Totale Rad Belgrado      | Totale Rad Belgrado      | Totale Rad Belgrado      | 20         | 0          |                 | 0               | 0               |                    | -                  | -                  |             | -           | -           | 20     | 0      |        |
| 2014-2015                | Napredak Kruševac        | SL                       | 26         | 1          | CS              | 1               | 0               |                    | -                  | -                  |             | -           | -           | 27     | 1      |        |
| 2015-2016                | OH Lovanio               | D1                       | 2          | 0          | CB              | 0               | 0               |                    | -                  | -                  |             | -           | -           | 2      | 0      |        |
| 2016-2017                | Napredak Kruševac        | SL                       | 34         | 4          | CS              | 1               | 0               |                    | -                  | -                  |             | -           | -           | 35     | 4      |        |
| 2017-gen. 2018           | Napredak Kruševac        | SL                       | 14         | 2          | CS              | 1               | 0               |                    | -                  | -                  |             | -           | -           | 15     | 2      |        |
| Totale Napredak Kruševac | Totale Napredak Kruševac | Totale Napredak Kruševac | 76         | 7          |                 | 3               | 0               |                    | -                  | -                  |             | -           | -           | 79     | 7      |        |
| gen.-giu. 2018           | Partizan                 | SL                       | 4          | 0          | CS              | 2               | 0               | UEL                | 2                  | 0                  |             | -           | -           | 8      | 0      |        |
| 2018-2019                | Partizan                 | SL                       | 23         | 0          | CS              | 3               | 0               |                    | -                  | -                  |             | -           | -           | 26     | 0      |        |
| 2019-2020                | Partizan                 | SL                       | 22         | 1          | CS              | 3               | 0               | UEL                | 12                 | 0                  |             | -           | -           | 37     | 1      |        |
| 2020-2021                | Partizan                 | SL                       | 25         | 2          | CS              | 2               | 0               | UEL                | 3                  | 0                  |             | -           | -           | 30     | 2      |        |
| 2021-2022                | Partizan                 | SL                       | 23         | 3          | CS              | 1               | 0               | UECL               | 12                 | 1                  |             | -           | -           | 36     | 4      |        |
| Totale Partizan          | Totale Partizan          | Totale Partizan          | 103        | 6          |                 | 11              | 0               |                    | 29                 | 1                  |             | -           | -           | 133    | 7      |        |
| Totale carriera          | Totale carriera          | Totale carriera          | 206        | 13         |                 | 14              | 0               |                    | 29                 | 1                  |             | -           | -           | 249    | 14     |        |

### Cronologia presenze e reti in nazionale
| Cronologia completa delle presenze e delle reti in nazionale ― Serbia | Cronologia completa delle presenze e delle reti in nazionale ― Serbia | Cronologia completa delle presenze e delle reti in nazionale ― Serbia | Cronologia completa delle presenze e delle reti in nazionale ― Serbia | Cronologia completa delle presenze e delle reti in nazionale ― Serbia | Cronologia completa delle presenze e delle reti in nazionale ― Serbia | Cronologia completa delle presenze e delle reti in nazionale ― Serbia | Cronologia completa delle presenze e delle reti in nazionale ― Serbia |
| Data                                                                  | Città                                                                 | In casa                                                               | Risultato                                                             | Ospiti                                                                | Competizione                                                          | Reti                                                                  | Note                                                                  |
| --------------------------------------------------------------------- | --------------------------------------------------------------------- | --------------------------------------------------------------------- | --------------------------------------------------------------------- | --------------------------------------------------------------------- | --------------------------------------------------------------------- | --------------------------------------------------------------------- | --------------------------------------------------------------------- |
| 29-9-2016                                                             | Doha                                                                  | Qatar                                                                 | 3 – 0                                                                 | Serbia                                                                | Amichevole                                                            | -                                                                     | 46’                                                                   |
| 25-1-2021                                                             | Santo Domingo                                                         | Rep. Dominicana                                                       | 0 – 0                                                                 | Serbia                                                                | Amichevole                                                            | -                                                                     | cap.                                                                  |
| 29-1-2021                                                             | Panama                                                                | Panama                                                                | 0 – 0                                                                 | Serbia                                                                | Amichevole                                                            | -                                                                     | cap. 61’                                                              |
| Totale                                                                |                                                                       | Presenze                                                              | 3                                                                     |                                                                       | Reti                                                                  | 0                                                                     |                                                                       |

## Palmarès

### Club

#### Competizioni nazionali
- Coppa di Serbia: 1

Partizan: 2018-2019
- Supercoppa di Cipro: 1

Arīs Limassol: 2023